# Blauringkuckuck
Der Blauringkuckuck oder Kleiner Grünschnabelkuckuck (Phaenicophaeus viridirostris) ist eine Vogelart aus der Familie der Kuckucke (Cuculidae) und gehört zur Gattung der Malkohas (Phaenicophaeus).
Er kommt auf der indischen Halbinsel von Goa und Odisha bis Sri Lanka, auch in Gujarat und Maharashtra und ist ein Standvogel.
Sein Verbreitungsgebiet umfasst Sekundärwald, mit Dornengewächsen oder anderen Büschen, gerne mit Euphorbia antiquorum, bestandene Flächen.

## Beschreibung
Der Blauringkuckuck ist etwa 39 cm groß und wiegt 77 g. Der Kuckuck ist grünlich gefärbt mit hellgrünem Schnabel. Der Kopf ist schiefergrau, die Flügel sind glänzend blau-grün, Brust und Kehle sind dunkelgrau mit hellgrauen Strukturierungen. Der unbefiederte blaue Augenfleck und der lange, gestufte Schwanz schwarz mit weißen Spitzen sind charakteristisch.

## Stimme
Der seltene Ruf des Männchens wird als krächzendes “kraa” beschrieben.

## Lebensweise

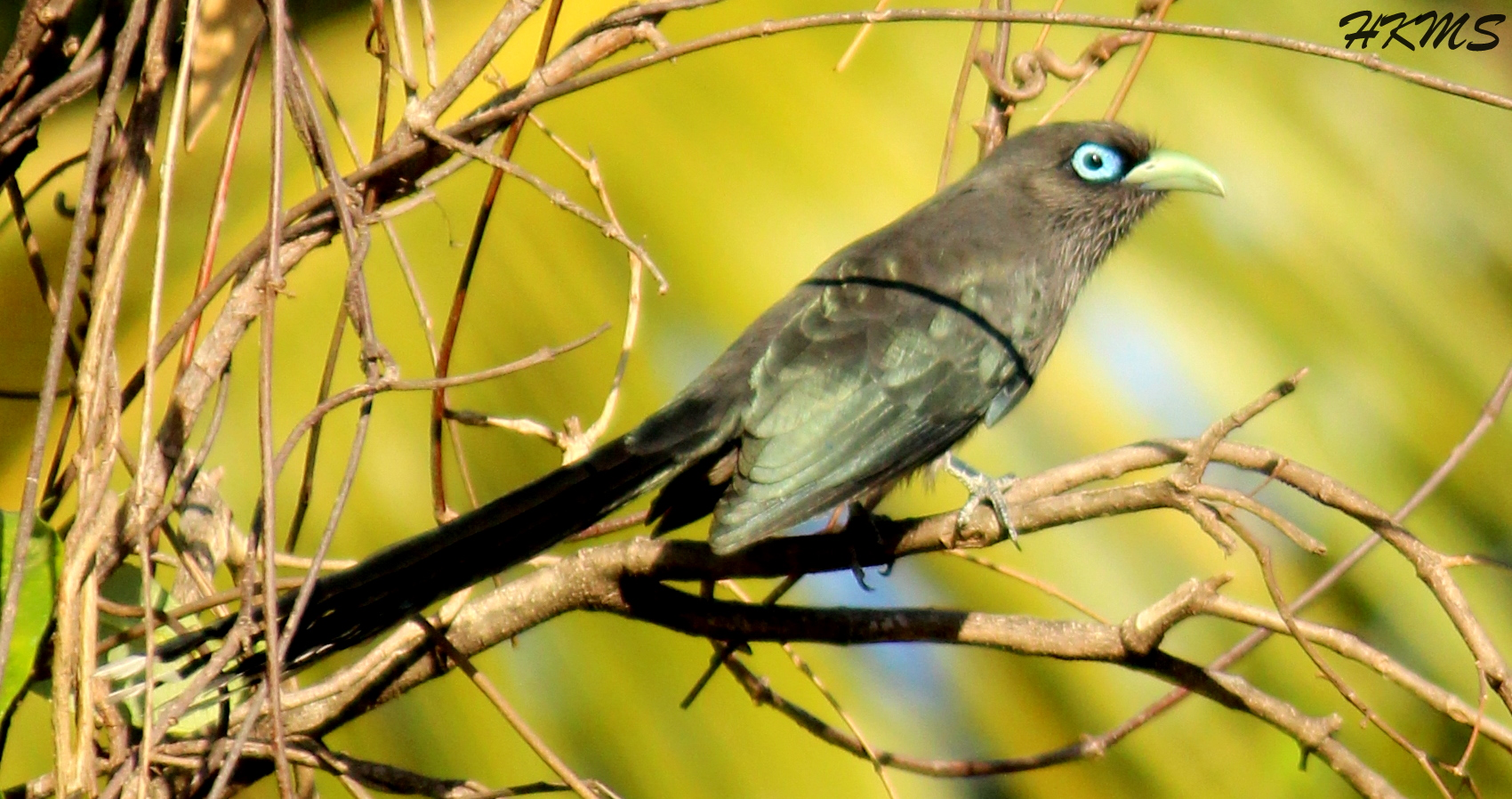
Blauringkuckuck

Die Nahrung besteht aus großen Insekten, Raupen, Grashüpfern, Fangschrecken, Zikaden, Käfern, auch Eidechsen und Früchten.
Die Brutzeit liegt hauptsächlich zwischen März und Mai, ist aber das ganze Jahr über möglich.
Das Nest ist eine dicke, mit grünen Blättern ausgelegte Schale dicht am Boden bis 1–2 m Höhe. Normalerweise werden zwei kalkweiße rundliche Eier gelegt.

## Gefährdung
Der Blauringkuckuck gilt als nicht gefährdet (Least Concern).